# Еланка (Синявское сельское поселение)
Ела́нка — поселок в Таловском районе Воронежской области России.
Входит в состав Синявского сельского поселения.

## Население
| 2010 |
| ---- |
| 82   |

## Улицы
В посёлке имеется одна улица — Заречная.